# Kim Stanley Robinson
Pour les articles homonymes, voir Robinson.
Œuvres principales
- La Trilogie de Mars (1994-1996)
- Chroniques des années noires (2003)
- 2312 (2012)

Kim Stanley Robinson, né le 23 mars 1952 à Waukegan dans l'Illinois, est un auteur américain de romans et nouvelles de science-fiction. Il habite à Davis en Californie.
Il est principalement connu pour sa trilogie sur Mars et la terraformation de celle-ci : Mars la rouge, Mars la verte et Mars la bleue.

## Enfance et études
Kim Stanley Robinson est né à Waukegan, dans l'Illinois. Enfant, il déménage en Californie du Sud. En 1974, il obtient une licence de littérature à l'université de Californie à San Diego. En 1975, il obtient une maîtrise d'anglais à l'université de Boston. En 1978, Robinson s'installe à Davis, en Californie, pour faire une pause dans ses études supérieures à l'université de Californie à San Diego (UC San Diego). Pendant cette période, il travaille comme libraire pour Orpheus Books. Il enseigne également la composition en première année et d'autres cours à l'université de Californie à Davis.
En 1982, Kim Robinson obtient un doctorat en anglais à l'université de Californie à San Diego. Son premier directeur de thèse est le critique littéraire et marxiste Fredric Jameson, qui a orienté Robinson vers les œuvres de Philip K. Dick. Jameson décrit Dick à son étudiant comme " le plus grand écrivain américain vivant ". Jameson déménage pour rejoindre l'Université de Californie à Santa Cruz et Kim Robinson termine sa thèse de doctorat sous la direction de Donald Wesling. La thèse s'intitule The Novels of Philip K. Dick.

## Carrière
En 2009, Kim Robinson est instructeur au Clarion Workshop. En 2010, il est l'invité d'honneur de la 68e Convention mondiale de science-fiction, qui se tient à Melbourne. En avril 2011, il fait une présentation lors de la deuxième conférence annuelle Rethinking Capitalism, qui se tient à l'université de Californie à Santa Cruz. Il y aborde notamment la question de la nature cyclique du capitalisme.
Kim Robinson est nommé Muir Environmental Fellow en 2011 par le John Muir College de l'université de Californie à San Diego.

## Œuvres

### SérieOrange County
1. Le Rivage oublié, J'ai lu, coll. « Science-fiction » no 2075, 1987 ((en) The Wild Shore, 1984), trad. Jean-Pierre Pugi  (ISBN 2-277-22075-2)
2. La Côte dorée, J'ai lu, coll. « Science-fiction » no 2639, 1989 ((en) The Gold Coast, 1988), trad. Emmanuel Jouanne  (ISBN 2-277-22639-4)
3. Lisière du Pacifique, Les Moutons électriques, 2021 ((en) Pacific Edge, 1990), trad. Stéphan Lambadaris  (ISBN 978-2-36183-731-0)

### Trilogie de Mars
1. Mars la rouge, Presses de la Cité, 1994 ((en) Red Mars, 1992), trad. Michel Demuth  (ISBN 2-258-03823-5)Réédition en deux volumes sous les titres Adieu à la Terre et Le Vent rouge, Pocket, coll. « Science-fiction » no 5800 et no 5801, 2003 puis en un seul volume, Pocket, coll. « Science-fiction » no 5831, 2003
2. Mars la verte, Presses de la Cité, 1995 ((en) Green Mars, 1993), trad. Michel Demuth  (ISBN 2-258-03930-4)Réédition, Pocket, coll. « Science-fiction » no 5802, 2003
3. Mars la bleue, Presses de la Cité, 1996 ((en) Blue Mars, 1996), trad. Dominique Haas  (ISBN 2-258-04428-6)Réédition, Pocket, coll. « Science-fiction » no 5804, 2003

- Les Martiens, Presses de la Cité, 2000 ((en) The Martians, 1999), trad. Dominique Haas  (ISBN 2-258-05422-2)Réédition, Pocket, coll. « Science-fiction » no 5906, 2007

### Trilogie climatique
1. Les Quarante Signes de la pluie, Presses de la Cité, 2006 ((en) Forty signs of rain, 2004), trad. Dominique Haas  (ISBN 2-258-06891-6)Réédition, Pocket, coll. « Science-fiction » no 5983, 2011
2. Cinquante degrés au-dessous de zéro, Presses de la Cité, 2007 ((en) Fifty degrees below, 2005), trad. Dominique Haas  (ISBN 978-2-258-07336-4)Réédition, Pocket, coll. « Science-fiction » no 7056, 2011
3. Soixante jours et après, Presses de la Cité, 2008 ((en) Sixty days and Counting, 2007), trad. Dominique Haas  (ISBN 978-2-258-07642-6)Réédition, Pocket, coll. « Science-fiction » no 7057, 2011

### Romans indépendants
- Les Menhirs de glace, Denoël, coll. « Présence du futur », no 425, 1986 ((en) Icehenge, 1984), trad. Luc Carissimo  (ISBN 2-207-30425-6)Réédition, Gallimard, coll. « Folio SF », no 157, 2003
- La Mémoire de la lumière, J'ai lu, coll. « Science-fiction » no 2134, 1987 ((en) The Memory of Whiteness, 1985), trad. Jean-Pierre Pugi  (ISBN 2-277-22134-1)Réédition, Le Livre de poche, coll. « Science-fiction » no 7278, 2005
- (en) A Short, Sharp Shock, 1990
- S.O.S. Antarctica, Presses de la Cité, 1998 ((en) Antarctica, Inc, 1997), trad. Dominique Haas  (ISBN 2-258-05021-9)Réédition, Pocket, coll. « Science-fiction » no 7317, 2022
- Chroniques des années noires, 2003 ((en) The Years of Rice and Salt, 2002), trad. David Camus et Dominique Haas  (ISBN 2-258-06039-7)Réédition, Pocket, coll. « Science-fiction » no 5850, 2006
- Le Rêve de Galilée, Presses de la Cité, 2011 ((en) Galileo's Dream, 2009), trad. David Camus et Dominique Haas  (ISBN 978-2-258-08480-3)Réédition, Pocket, coll. « Science-fiction » no 7106, 2013
- 2312, Actes Sud, coll. « Exofictions », 2017 ((en) 2312, 2012), trad. Thierry Arson  (ISBN 978-2-330-07534-7)Réédition, Actes Sud, coll. « Babel » no 1612, 2019
- Chaman, Bragelonne, 2022 ((en) Shaman, 2013), trad. Sébastien Baert  (ISBN 979-10-281-2063-4)Réédition, Bragelonne, format poche, 2023 (ISBN 979-10-281-2069-6)
- Aurora, Bragelonne, 2019 ((en) Aurora, 2015), trad. Florence Dolisi  (ISBN 979-10-281-0724-6)Réédition, Bragelonne, format poche, 2021 (ISBN 979-10-281-2016-0)
- New York 2140, Bragelonne, 2020 ((en) New York 2140, 2017), trad. Sylvie Denis  (ISBN 979-10-281-1437-4)Réédition, Bragelonne, format poche, 2022 (ISBN 979-10-281-1882-2)
- Lune rouge, Bragelonne, 2022 ((en) Red Moon, 2018), trad. Sylvie Denis  (ISBN 979-10-281-2079-5)Réédition, Bragelonne, format poche, 2023 (ISBN 979-10-281-1321-6)
- Le Ministère du futur, Bragelonne, 2023 ((en) The Ministry for the Future, 2020), trad. Claude Mamier  (ISBN 979-10-281-2086-3)Réédition, Bragelonne, format poche, 2024 (ISBN 979-10-281-1321-6)

### Recueils de nouvelles indépendants
- La Planète sur la table, J'ai lu, coll. « Science-fiction » no 2389, 1989 ((en) The Planet on the Table, 1986), trad. Michel Demuth  (ISBN 2-277-22389-1)
- Le Géomètre aveugle, J'ai lu, coll. « Science-fiction » no 2922, 1991 ((en) The Blind Geometer, 1991), trad. Anna Buresi et Michel Demuth  (ISBN 2-277-22922-9)

### Autres
- Les Romans de Philip K. Dick, Les Moutons électriques, coll. « Études et Essais », 2005 ((en) The Novels of Philip K. Dick, 1984), trad. Laurent Queyssi  (ISBN 2-915793-05-0)Thèse de doctorat

## Prix
- Prix Hugo
  - Meilleur roman 1994 pour Mars la verte
  - Meilleur roman 1997 pour Mars la bleue

- Prix Nebula
  - Meilleur roman court 1987 pour Le Géomètre aveugle
  - Meilleur roman 1993 pour Mars la rouge
  - Meilleur roman 2013 pour 2312

- Prix Locus
  - Meilleur premier roman 1985 pour Le Rivage oublié
  - Meilleur roman court 1991 pour A Short, Sharp Shock
  - Meilleur roman de science-fiction 1994 pour Mars la verte
  - Meilleur roman de science-fiction 1997 pour Mars la bleue
  - Meilleur recueil de nouvelles 2000 pour Les Martiens
  - Meilleur roman de science-fiction 2003 pour Chroniques des années noires

- Prix British Science Fiction
  - Meilleur roman 1992 pour Mars la rouge

- Prix John-Wood-Campbell Memorial
  - Meilleur roman 1991 pour Lisière du Pacifique

- Grand prix de l'Imaginaire
  - Meilleur roman 2024 pour Le Ministère du futur[12]

## Adaptations
À la suite du succès de la saga martienne (Mars la rouge, Mars la verte et Mars la bleue) dans les années 1990, James Cameron a acheté les droits pour en faire une série télévisée. En 2008, la chaîne télévisée AMC comptait créer une mini-série basée sur Mars la rouge, un effort mené par Gale Anne Hurd (ex-épouse de Cameron).
Le jeu de société Terraforming Mars sorti en 2016 est inspiré de la Trilogie de Mars. Kim Stanley Robinson est remercié dans les crédits de la règle du jeu, et les exemples prennent pour joueurs Kim, Stanley et Robinson.